# ادوارد بابیوکس
ادوارد میکولای بابیوکس (لهستانی: Edward Mikołaj Babiuch؛ زاده ۲۸ دسامبر ۱۹۲۷ – درگذشته ۱ فوریهٔ ۲۰۲۱) یک سیاست‌مدار اهل لهستان بود. وی از ۱۸ فوریه ۱۹۸۰ تا ۲۴ اوت ۱۹۸۰ نخست‌وزیر جمهوری مردمی لهستان بود.